# Alain Derville
Alain Derville, né le 2 août 1924 à Paris et mort le 16 avril 2002 à Cysoing ,,, est un historien médiéviste français, spécialiste des sociétés urbaines du Nord de la France au Moyen Âge.

## Biographie
Issu d'une vieille famille lilloise, Alain Derville naît à Paris. Il se destine à une carrière dans l'armée mais se réoriente vers l'histoire après la défaite et l'armistice de 1940. Il est étudiant à la Faculté des Lettres de Lille où il suit notamment les enseignements d'Édouard Perroy. Agrégé d'histoire en 1949, il demande à être affecté dans une ville disposant d'un riche fonds d'archives lui permettant des recherches approfondies. Il est nommé au lycée de Saint-Omer.
En 1970, il soutient à la Sorbonne une soutenance d’une thèse d’État sur Saint-Omer des origines au début du XIVe siècle, essai d'histoire sociale et devient docteur ès lettres. En 1959, il rejoint l'Université de Lille où il succède à Jacques Le Goff sur un poste d’assistant d’histoire médiévale. Il y est ensuite maître-assistant, chargé d’enseignement, maître de conférences et, à partir de 1972, professeur d'histoire médiévale, jusqu'en 1992.
Dans les dernières années de sa vie, il publie de nombreux ouvrages. Il meurt subitement à son domicile peu de temps après avoir terminé son ouvrage Quarante générations de Français face au sacré, essai d'histoire religieuse de la France (500-1500), publié en 2006.
Ses archives et sa bibliothèque sont transmises par sa famille à la bibliothèque Georges-Lefebvre de l'Institut de recherches historiques du Septentrion, où elles constituent un des fonds historiques.
Ses travaux et recherches portent essentiellement sur l'histoire démographique, économique et sociale de l'Artois et de la Flandre et sur l’étude des sociétés urbaines du Nord de la France au Moyen Âge. Il s'est penché sur l'origine des villes du Nord comme Lille ou Saint-Omer. Il s'intéresse aux antagonismes entre patronat et prolétariat, évoquant une « lutte des classes » dans les villes de Flandre à la fin du Moyen Âge.

## Publications
- 1954 : L'Histoire en classe de première, 1789-1851, Hatier ;
- 1977 : L’Histoire d’une métropole (Lille-Roubaix-Tourcoing) sous la direction de Louis Trenard, Toulouse (Privat) (parties sur le Moyen Âge) ;
- 1981 : Histoire de Saint-Omer (direction), Lille (Presses Universitaires de Lille)
- 1983 : Enquêtes fiscales de la Flandre wallonne (1449-1549), tome 1, Lille (Commission historique du département du Nord) ;
- 1984 : L'alphabétisation du peuple à la fin du Moyen Age, Revue du Nord, Vol.66 ;
- 1985 : Histoire de Calais (co-direction), Dunkerque (Éditions des Beffrois) ;
- 1985 : Histoire de Béthune et Beuvry, (direction), Dunkerque (Éditions des Beffrois) ;
- 1989 : Enquêtes fiscales de la Flandre wallonne (1449-1549), tome 2, Lille (Commission historique du département du Nord) ;
- 1995 : L’Économie française au Moyen Âge, Paris (Ophrys) ;
- 1995 : Saint-Omer des origines au début du XIVe siècle, version remaniée de sa thèse de doctorat, Lille (Presses Universitaires de Lille) 1995 ;
- 1996 : Douze études d’histoire rurale (Flandre, Artois, Cambrésis au Moyen Âge), recueil d’articles, Lille (n° hors-série de la Revue du Nord) ;
- 1999 : L’Agriculture du Nord au Moyen Âge (Artois, Cambrésis, Flandre wallonne), Lille (Presses Universitaires du Septentrion) ;
- 2000 : La Société française au Moyen Âge, Lille (Presses Universitaires du Septentrion) ;
- 2002 : Villes de Flandre et d'Artois, 900-1500 (Presses Universitaires du Septentrion) ;
- 2003 : Enquêtes fiscales de la Flandre wallonne, 1449-1549, tome 3 ;
- 2006 : Quarante générations de Français face au sacré, essai d'histoire religieuse de la France (500-1500), (Presses Universitaires du Septentrion) ;

Alain Derville est également auteur de nombreux articles dans des revues d'histoire,,.